# Zembrocal
Le zembrocal est un plat de riz épicé de La Réunion qu’on trouve comme accompagnement ou comme plat principal.

## Origine
L'étymologie du terme est incertaine. On trouve une citation du mot embrecal dès 1880 (in Cinq jours aux Salazes, de T. Lahuppe).

## Cuisine et ethnologie
Le zembrocal est parfois utilisé comme emblème de la société réunionnaise, chaque aliment gardant son goût tout en étant mêlé aux autres dans la marmite. Dans Rasine papa momon, le chanteur Thierry Gauliris a recours à une telle référence.
Le zembrocal est un plat réunionnais composé de riz, cuit avec du curcuma et des haricots (rouges, blancs, du Cap ou des voèmes) ou des dés de pommes de terre. Très énergétique, car riche en sucres lents, il est apprécié des travailleurs de force qui le consomment vers 10 heures, pour la pause.

### L'accompagnement
Le zembrocal est accompagné le plus souvent de rougail saucisse. De manière générale, il pourra agrémenter l'ensemble des carrys et rougails.
Il pourra aussi être le bienvenu sur la table avec une préparation de brèdes, et bien sûr, de rougails (pimenté) ou de pâte piment.